# COFCO
COFCO ou China National Cereals, Oils and Foodstuffs Corporation est un conglomérat public chinois, principalement présent dans l'agro-alimentaire. De 1952 à 1987, COFCO était le seul importateur et exportateur de denrées alimentaires de Chine. Le groupe est par ailleurs présent dans le transport maritime et l'immobilier. Il était classé 112e au classement Fortune Global 500 de 2021.

## Histoire

### Histoire récente
En février 2014, COFCO forme une coentreprise avec Nidera (es) , une maison de commerce néerlandaise, pour accéder aux denrées alimentaires sud-américaines pour une transaction de 4 milliards de dollars, dette incluse.
COFCO a acheté, en deux ans, la totalité de la division agro-alimentaire de Noble Group : en avril 2014, COFCO forme une coentreprise avec la filiale agricole de Noble Group pour 1,5 milliard de dollars, COFCO devait détenir 51 % de l'ensemble. Un peu plus d'un an après, début 2016, COFCO annonçait acheter les 49% restant de la division agro-alimentaire de Noble pour 750 millions de dollars.
Ces acquisitions (Nidera et la division agro-alimentaire de Noble) font de COFCO un concurrent de Cargill, LDC, Bunge ou encore ADM, leaders mondiaux dans le secteur du négoce de matières premières agricoles.
Présent par ailleurs dans le secteur laitier et l'alimentation infantile, COFCO a signé un partenariat avec Danone, qui est devenu actionnaire à 9,9 % de sa filiale de produits laitiers Mengniu Dairy et à 25 % de la société de produits infantiles Yashili (en) ; Danone cédait aussi sa marque Dumex à Yashili.